# Slopestyle femmes aux Jeux olympiques de 2014
Navigation
Pyeongchang 2018
Le slopestyle féminin des Jeux olympiques d'hiver de 2014 a lieu le 11 février 2014 à 13 h 00 au parc extrême Rosa Khutor. Les qualifications ont lieu le même jour à 10 h 00. C'est la première apparition de cette épreuve aux Jeux olympiques d'hiver.
L'épreuve est remportée par la Canadienne Dara Howell devant l'Américaine Devin Logan et la Canadienne Kim Lamarre.

## Médaillées
| Or                   | Argent                   | Bronze               |
| Dara Howell (Canada) | Devin Logan (États-Unis) | Kim Lamarre (Canada) |

## Résultats

### Qualification
| Rang | Dossard | Nom                      | Nationalité      | Manche 1 | Run 2 | Meilleur | Notes |
| ---- | ------- | ------------------------ | ---------------- | -------- | ----- | -------- | ----- |
| 1    | 2       | Dara Howell              | Canada           | 88,80    | 35,20 | 88,80    | Q     |
| 2    | 16      | Kim Lamarre              | Canada           | 85,40    | 38,00 | 85,40    | Q     |
| 3    | 12      | Katie Summerhayes        | Grande-Bretagne  | 81,40    | 84,00 | 84,00    | Q     |
| 4    | 20      | Yuki Tsubota             | Canada           | 76,60    | 81,00 | 81,00    | Q     |
| 5    | 4       | Devin Logan              | États-Unis       | 79,40    | 80,40 | 80,40    | Q     |
| 6    | 5       | Emma Dahlström           | Suède            | 9,20     | 79,20 | 79,20    | Q     |
| 7    | 32      | Anna Segal               | Australie        | 75,40    | 78,80 | 78,80    | Q     |
| 8    | 30      | Julia Krass              | États-Unis       | 78,40    | 39,20 | 78,40    | Q     |
| 9    | 11      | Eveline Bhend            | Suisse           | 67,20    | 77,20 | 77,20    | Q     |
| 10   | 18      | Camillia Berra           | Suisse           | 74,40    | 74,80 | 74,80    | Q     |
| 11   | 3       | Keri Herman              | États-Unis       | 27,40    | 72,40 | 72,40    | Q     |
| 12   | 6       | Silvia Bertagna          | Italie           | 70,60    | 11,80 | 70,60    | Q     |
| 13   | 8       | Dominique Ohaco          | Chili            | 69,60    | 51,40 | 69,60    |       |
| 14   | 1       | Lisa Zimmermann          | Allemagne        | 20,00    | 67,20 | 67,20    |       |
| 15   | 26      | Anna Willcox-Silfverberg | Nouvelle-Zélande | 62,40    | 34,40 | 62,40    |       |
| 16   | 19      | Philomena Bair           | Autriche         | 57,60    | 20,00 | 57,60    |       |
| 17   | 29      | Julia Marino             | Paraguay         | 36,40    | 25,60 | 36,40    |       |
| 18   | 28      | Natália Šlepecká         | Slovaquie        | 34,60    | 32,60 | 34,60    |       |
| 19   | 33      | Kaya Turski              | Canada           | 14,60    | 28,00 | 28,00    |       |
| 20   | 13      | Zuzana Stromková         | Slovaquie        | 24,40    | 20,20 | 24,40    |       |
| 21   | 31      | Anna Mirtova             | Russie           | 17,40    | 21,60 | 21,60    |       |
| 22   | 27      | Chiho Takao              | Japon            | 10,00    | 8,60  | 10,00    |       |

### Finale
| Rang                                | Dossard | Nom               | Nationalité     | Manche 1 | Manche 2 | Meilleur | Notes |
| ----------------------------------- | ------- | ----------------- | --------------- | -------- | -------- | -------- | ----- |
| Médaille d'or, Jeux olympiques      | 2       | Dara Howell       | Canada          | 94,20    | 48,40    | 94,20    |       |
| Médaille d'argent, Jeux olympiques  | 4       | Devin Logan       | États-Unis      | 85,40    | 30,00    | 85,40    |       |
| Médaille de bronze, Jeux olympiques | 16      | Kim Lamarre       | Canada          | 15,00    | 85,00    | 85,00    |       |
| 4                                   | 32      | Anna Segal        | Australie       | 77,00    | 28,80    | 77,00    |       |
| 5                                   | 5       | Emma Dahlström    | Suède           | 72,80    | 75,40    | 75,40    |       |
| 6                                   | 20      | Yuki Tsubota      | Canada          | 71,60    | 28,40    | 71,60    |       |
| 7                                   | 12      | Katie Summerhayes | Grande-Bretagne | 19,40    | 70,60    | 70,60    |       |
| 8                                   | 6       | Silvia Bertagna   | Italie          | 69,60    | 21,80    | 69,60    |       |
| 9                                   | 11      | Eveline Bhend     | Suisse          | 58,40    | 63,20    | 63,20    |       |
| 10                                  | 3       | Keri Herman       | États-Unis      | 50,00    | 35,40    | 50,00    |       |
| 11                                  | 30      | Julia Krass       | États-Unis      | 42,40    | 38,60    | 42,40    |       |
| 12                                  | 18      | Camillia Berra    | Suisse          | 5,60     | 30,40    | 30,40    |       |